# Thanatus mus
Thanatus mus es una especie de araña cangrejo del género Thanatus, familia Philodromidae. Fue descrita científicamente por Strand en 1908.

## Distribución
Esta especie se encuentra en Perú.